# بلدة هايز (مقاطعة أوتسيغو)
هايز، مقاطعة أوتسيغو (بالإنجليزية: Hayes Township, Otsego County, Michigan)‏ هي بلدة تقع بولاية ميشيغان في الولايات المتحدة. تبلغ مساحتها 182.5 (كم²)، وترتفع عن سطح البحر 433 م، بلغ عدد سكانها 2385 نسمة في عام تعداد الولايات المتحدة 2000 حسب إحصاء مكتب تعداد الولايات المتحدة وتصل الكثافة السكانية فيها 13.4 نسمة/كم2.

## وصلات خارجية
- The US50 - Cities and Towns in Michigan State
- Michigan Cities and Towns, Facts, Map, Flag, Colleges, Government, and More